# 山田朗
山田 朗（やまだ あきら、1956年12月15日 - ）は、日本の歴史学者。専攻は、日本近代史・日本軍事史・天皇制論。学位は、博士（史学）（東京都立大学）。明治大学文学部教授、歴史教育者協議会委員長。

## 来歴
大阪府豊中市生まれ。1979年、愛知教育大学教育学部卒業。1982年、東京都立大学大学院人文科学研究科史学専攻修士課程修了。1985年、同大学院博士課程単位取得退学。同大学人文学部助手を経て、1994年、明治大学文学部史学地理学科助教授。1999年、同学部教授。2010年、明治大学平和教育登戸研究所資料館初代館長に就任。
佐々木隆爾に師事。1999年、「昭和天皇による戦争指導の軍事史的研究」で東京都立大学博士（史学）。『大元帥・昭和天皇』で第20回野呂栄太郎賞を受賞。

## 人物
自衛隊再編（縮小のうえ、国境警備隊と国家レスキュー隊に改編）論者とされ、時事的な政治・外交について言及した著作や映画評論もある。
満州事変・日中戦争・太平洋戦争に関する上奏文などの史料検討を通じて、戦時下の昭和天皇が、一般に論じられてきたような「軍事に疎く、戦争を忌避する平和主義者」といった性格を持つ人物ではなく、十分な軍事的知識・情報を有する存在であり、様々な戦争の局面で「御下問」「御言葉」によって積極的に戦争指導に関与していた「政戦略の統合者」「穏健な膨張主義者」であったとすると主張している。しかし、昭和天皇が軍部にありがちな「精神主義」「冒険主義」を嫌悪していたとも述べている。
2000年の女性国際戦犯法廷では、「昭和天皇の戦争関与と<戦争責任>」と題して「国体」思想が戦前には兵士の強姦や虐殺を扇動し、現在でも歴史修正主義として生き延びていることを論じた。
伊藤之雄によると、山田が自著『昭和天皇の軍事思想と戦略』において、1941年10月13日の『木戸幸一日記』を引用して天皇の開戦の覚悟を示す際に、天皇の木戸への言葉の中での、天皇が開戦に躊躇している部分を恣意的に「（中略）」として引用部分からすべて削除しているという。
2023年（令和5年）、日本共産党の機関誌『しんぶん赤旗』の創刊95周年に、「戦前、日本共産党と『赤旗』が果たした役割はすごく大きく、画期的だったと思います。なぜかというと、社会主義思想に立って共和主義・民主主義を掲げ、君主制と真っ向から対決して天皇制の廃止を主張したからです」という祝辞を寄せている。

## 著作

### 単著
- 『昭和天皇の戦争指導』昭和史叢書：昭和出版、1990年
- 『大元帥 昭和天皇』新日本出版社、1994年、改訂・ちくま学芸文庫、2020年
- 『軍備拡張の近代史――日本軍の膨張と崩壊』吉川弘文館、1997年
- 『歴史修正主義の克服――ゆがめられた<戦争論>を問う』高文研、2001年
- 『昭和天皇の軍事思想と戦略』校倉書房、2002年
- 『護憲派のための軍事入門』花伝社、2005年
- 『世界史の中の日露戦争 戦争の日本史20』吉川弘文館、2009年
- 『これだけは知っておきたい日露戦争の真実―日本陸海軍の〈成功〉と〈失敗〉』高文研、2010年
- 『日本は過去とどう向き合ってきたか』高文研、2013年
- 『近代日本軍事力の研究』校倉書房、2015年
- 『兵士たちの戦場―体験と記憶の歴史化』岩波書店、2015年、岩波現代文庫、2025年
- 『昭和天皇の戦争』岩波書店、2017年、増補・岩波現代文庫、2023年
- 『日本の戦争』新日本出版社、2017-2019年
1.歴史認識と戦争責任、2.暴走の本質、3.天皇と戦争責任
- 『帝銀事件と日本の秘密戦』新日本出版社、2020年
- 『昭和天皇の戦争認識―『拝謁記』を中心に』新日本出版社、2023年

### 共著
- （纐纈厚）『遅すぎた聖断――昭和天皇の戦争指導と戦争責任』（昭和史叢書：昭和出版、1991年）
- （藤原彰・粟屋憲太郎・吉田裕）『徹底検証・昭和天皇「独白録」』（大月書店、1991年）
- （小田部雄次・林博史）『キーワード日本の戦争犯罪』（雄山閣、1995年）
- （大日方純夫・山科三郎・石山久男）『君たちは戦争で死ねるか－小林よしのり『戦争論』批判』（大月書店、1999年）
- （宮地正人監修・大日方純夫・吉田裕・山田敬男）『日本近現代史を読む』（新日本出版社、2010年、増訂版2019年）
- （渡辺賢二・齋藤一晴）『登戸研究所から考える戦争と平和』（芙蓉書房出版、2011年）
- （小森陽一・俵義文・石川康宏・内海愛子）『軍事立国への野望』（かもがわ出版、2015年）
- （山田敬男・関原正裕）『知っておきたい日本と韓国の150年』（学習の友社、2020年）
- （南塚信吾・油井大三郎・木畑洋一）『軍事力で平和は守れるのか　歴史から考える』（岩波書店、2023年）

### 編著
- 『戦争II――近代戦争の兵器と思想動員』（青木書店、2006年）
- 『歴史教育と歴史研究をつなぐ』（岩波ブックレット、2007年）
- 『歴史認識問題の原点・東京裁判』（学習の友社、2008年）

### 共編著
- （佐々木隆爾・木畑洋一・高嶋伸欣・深澤安博・山崎元）『ドキュメント 真珠湾の日』（大月書店、1991年）
- （佐々木隆爾）『新視点日本の歴史 第6巻 近代編』（新人物往来社、1993年）
- （五十嵐仁・金子勝・北河賢三・小林英夫・牧原憲夫）『日本20世紀館』（小学館、1999年）
- （海野福寿・渡辺賢二）『陸軍登戸研究所―隠蔽された謀略秘密兵器開発』（青木書店、2003年）
- （大日方純夫）『講座戦争と現代 第3巻 近代日本の戦争をどう見るか』（大月書店、2004年）
- （小田部雄次）『展望日本歴史 第22巻―近代の戦争と外交』（東京堂出版、2004年）
- （明治大学平和教育登戸研究所資料館）『陸軍登戸研究所〈秘密戦〉の世界』（明治大学出版会、2012年）
- （師井勇一）『平和創造学への道案内　歴史と現場から未来を拓く』（法律文化社、2021年）

### 監修
- 歴史科学協議会編『天皇・天皇制をよむ』（東京大学出版会、2008年）
- 日吉台地下壕保存の会編『一度は訪ねてみたい戦争遺跡 本土決戦の虚像と実像』（高文研、2011年）
- 横田明子『聞かせて、おじいちゃん　原爆の語り部・森政忠雄さんの決意』（国土社、2021年）

### 論文
- 「幸徳秋水の帝国主義認識とイギリス『ニューラディカリズム』」、『日本史研究』第265 号（1984 年 9 月号）
- 「帝国主義と軍事力編成―国家総力戦型軍事力編成を中心に―」、『歴史評論』第 422号（1985 年 6 月号）
- 「第4章 軍事支配(2)―日中戦争・太平洋戦争期」、浅田喬二・小林英夫編『日本帝国主義の満州支配』（時潮社、1986 年）
- 「日本ファシズムにおける打撃的軍事力の建設―日本海軍内の航空主兵論と海軍航空兵力の形成―」、東京都立大学『人文学報』第 185 号（1986 年 3 月）
- 「沖縄戦の軍事史的位置」、藤原彰編『沖縄戦と天皇制』（立風書房、1987 年）
- 「日本ファシズムにおける打撃的軍事力建設の挫折―日本海軍航空兵力の特徴およびその崩壊の軍事的要因―」、東京都立大学『人文学報』第 199 号（1988 年 3 月）
- 「東郷平八郎の虚像と実像」、『歴史評論』第 469 号（1989 年 5 月号）
- 「太平洋戦争は偶然に敗けたのか」、粟屋憲太郎編『日本近代史の虚像と実像』第 3巻（大月書店、1989 年）
- 「本土決戦体制への道」、歴史教育者協議会編『幻ではなかった本土決戦』（高文研、1995 年）
- 「現代における〈戦争責任〉問題―天皇の〈戦争責任〉論を中心に―」、『歴史評論』第 545 号（1995 年 9 月号）
- “ The Emperor Showa as Supreme Commander (Dai Gensui) of the Japanese Forces”(1945: Consequences and sequels of the Second World War, Bulletin of the International Committee for the history of the Second World War,1995)pp.107-114.
- 「現代における軍事史研究の課題―日本近現代の事例を中心に―」、東京学芸大学史学会編『史海』第 42 号（1996 年 6 月）
- 「日本軍の捕虜観―捕虜否定思想の形成と展開―」、藤原彰・姫田光義編『日中戦争下中国における日本人の反戦活動』（青木書店、1999 年）
- 「現代における〈軍事力編成〉と戦争形態の変化」、渡辺治・後藤道夫編『講座・現代と戦争』第 1 卷〈「新しい戦争」の時代と日本〉（大月書店、2003 年）
- 「近代日本における〈軍事力編成〉と工業技術」、大日方純夫・山田朗編『講座 現代と戦争』第 3 卷（大月書店、2004 年）
- 「現代日本の軍事戦略と兵器体系―海上自衛隊〈16DDH〉建造の目的を問う―」、戦略研究学会編『年報 戦略研究』第 2 号（2005 年 1 月）
- 「現代日本における女性兵士＝女性自衛官」、早川紀代編『戦争・暴力と女性 3 植民地と戦争責任』（吉川弘文館、2005 年）
- 「第二次世界大戦における日本の軍事的位置」、歴 史学研究会・日本史研究会編『日本史講座』第 9 卷〈近代の転換〉（東京大学出版会、2005 年）
- 「近現代天皇制・天皇研究の方法試論―〈大元帥〉と〈立憲君主〉の二項対立克服のために―」、東京歴史科学研究会編『人民の歴史学』第 165 号（2005 年 9 月）
- 「兵士たちの日中戦争」、『岩波講座 アジア・太平洋戦争』第 5 巻〈戦場の諸相〉（岩波書店、2006 年）
- 「占領地民衆に対する大本営の認識（1931年-1942年）─大本営陸軍部の命令に現れる「民」─」、田中利幸編『戦争犯罪の構造─日本軍はなぜ民間人を殺したのか─』（大月書店、2007年）
- 「在日米軍基地の歴史と現在」、『歴史評論』第712号（2009年8月号）
- 「陸軍登戸研究所の概要と登戸研究所資料館の現代的意義」、『駿台史学』第141号（2011年3月）
- 「〈本土決戦〉とは何であったのか」、日吉台地下壕保存の会編・山田朗監修『一度は訪ねてみたい戦争遺跡 本土決戦の虚像と実像』（高文研、2011年）
- 「昭和天皇の満州・朝鮮観と膨張主義思想」、笹川紀勝編『憲法の国際協調主義の展開－ヨーロッパの動向と日本の課題－』（敬文堂、2012年）
- 「現代戦争の特徴と自衛隊の兵器体系－デタント期からイラク戦争期を中心に－」、メトロポリタン史学会編『20世紀の戦争－その歴史的位相－』（有志舎、2012年）
- 「軍部の成立」、『岩波講座 日本歴史』第16巻〈近現代2〉（岩波書店、2014年）
- 「戦争責任論の現在と今後の課題－戦争の〈記憶〉の継承の観点から－」、『歴史評論』第784号（2015年8月号）
- 「『昭和天皇実録』の軍事史的分析」、『駿台史学』 第156号（駿台史学会、2016年2月）

### 編纂史料
- 『外交資料 近代日本の膨張と侵略』（新日本出版社、1997年）
- （松野誠也共編）『大本営陸軍部上奏関係資料』（現代史料出版、2005年）